# シュクルッラ・ミルサイドフ
シュクルッラ・ラフマトヴィチ・ミルサイドフ（英語: Shukrullo Raxmatovich Mirsaidov、ウズベク語: Шукрулло Рахматович Мирсаидов、ロシア語: Шукрулла Рахметович Мирсаидов、1939年2月14日 - 2012年11月1日）は、ウズベキスタンの政治家である。

## 生涯
ミルサイドフはタシュケントの前市長であり、かつてはウズベキスタンの大統領イスラム・カリモフの盟友でもあった。ミルサイドフはウズベク・ソビエト社会主義共和国において、1990年に最後の人民評議会の議長を務め、大統領のカリモフが1992年1月8日に廃止するまでウズベキスタン副大統領を務めていた。
ミルサイドフはカリモフの行政方法を批判し、当時カリモフにとって重要な政治的脅威となっていた。彼は副大統領を辞任する際、カリモフに対して「民主主義と開放政策は今や独裁政権にとって変わられている。」と記した公開書簡を送った。1993年、彼はカリモフの支配に対抗する政党間の統一を行うために民主勢力連合（Forum of Democratic Forces）を設立したが、これは失敗に終わった。ミルサイドフは新たな政党として自由主義経済改革と政治的多元主義、世俗主義を掲げた公正党（Adolat）を1994年12月に設立した。
ミルサイドフは1994年に横領罪と汚職の罪状で有罪判決を受け、罰金として100万USドルを支払った。1994年8月24日、ミルサイドフと彼の同僚が車に向かっていた際に爆弾が破裂、彼の車を破壊した。同年の9月18日、ミルサイドフと彼の息子のハサンは通りで見知らぬ人間に襲われた。ハサンは1996年にも襲われて誘拐されている。
ミルサイドフは2012年11月1日にタシュケントにおいて73歳で亡くなった。